# Liste des codes postaux canadiens débutant par L
| Flag of Canada | Codes postaux canadiens |    |    |    |    |    |    |    |    |    |    |    |    |    |    |       |    |
| \| NL \| NS \| PE \| NB \| QC \| QC \| QC \| ON \| ON \| ON \| ON \| ON \| MB \| SK \| AB \| BC \| NU/NT \| YT \| \| A \| B \| C \| E \| G \| H \| J \| K \| L \| M \| N \| P \| R \| S \| T \| V \| X \| Y \| |                         |    |    |    |    |    |    |    |    |    |    |    |    |    |    |       |    |
| NL | NS                      | PE | NB | QC | QC | QC | ON | ON | ON | ON | ON | MB | SK | AB | BC | NU/NT | YT |
| A | B                       | C  | E  | G  | H  | J  | K  | L  | M  | N  | P  | R  | S  | T  | V  | X     | Y  |

## Centre de l'Ontario- 160RTA
| L0A Ouest du Comté de Northumberland (Millbrook)                                                     | L1A Port Hope           | L2A Fort Érié | L3A Non assigné                         | L4A Stouffville                                                                  | L5A Mississauga (Mississauga Valley / Est de Cooksville)                            | L6A Maple                                                     | L7A Brampton West        | L8A Non assigné | L9A Hamilton (Crerar / Bruleville / Hill Park / Inch Park / Centremount / Balfour / Greeningdon / Jerome)                                                             |
| L0B Est de la Municipalité régionale de Durham (Orono)                                               | L1B Bowmanville Est     | L2B Non assigné | L3B Welland Est                         | L4B Richmond Hill Sud-est                                                        | L5B Mississauga (Ouest de Cooksville / Fairview / Centre-ville / Est de Creditview) | L6B Markham Est Cornell Box Grove                             | L7B King City            | L8B Non assigné | L9B Hamilton (Barnstown / Ouest de Chappel / Allison / Ryckmans / Mewburn / Sheldon / Falkirk / Carpenter / Kennedy / Sud-ouest)                                      |
| L0C Ouest de la Municipalité régionale de Durham (Sunderland)                                        | L1C Bowmanville Ouest   | L2C Non assigné | L3C Welland Ouest                       | L4C Richmond Hill Sud-ouest                                                      | L5C Mississauga (Ouest de Creditview / Mavis / Erindale)                            | L6C Markham Nord-ouest (Berczy Village / Cachet / Angus Glen) | L7C Caledon              | L8C Non assigné | L9C Hamilton (Southam / Bonnington / Yeoville / Kernighan / Gourley / Rolston / Buchanan / Mohawk / Westcliffe / Gilbert / Gilkson / Gurnett / Fessenden / Mountview) |
| L0E Lac Simcoe Rive sud-est (Sutton West)                                                            | L1E Courtice            | L2E Niagara Falls Centre | L3E Non assigné                         | L4E Richmond Hill Nord (Oak Ridges / Lake Wilcox / Temperanceville)              | L5E Mississauga (Centre de Lakeview)                                                | L6E Markham Nord-est                                          | L7E Bolton               | L8E Hamilton (Confederation Park / Nashdale / East Kentley / Riverdale / Lakely / Grayside / Nord de Stoney Creek)                                             | L9E Non assigné |
| L0G Ontario Centre (Queensville)                                                                     | L1G Oshawa Central      | L2G Niagara Falls Sud-est | L3G Non assigné                         | L4G Aurora                                                                       | L5G Mississauga (SO Lakeview / Mineola / Est de Port Credit)                        | L6G Markham Centre (Centre-ville / Markham Centre)            | L7G Georgetown           | L8G Hamilton (Greenford / Nord de Gershome / Ouest de Stoney Creek)                                                                                            | L9G Ancaster Ouest |
| L0H Région de Whitby (Gormley (en))                                                                  | L1H Oshawa Sud-est      | L2H Niagara Falls Ouest | L3H Non assigné                         | L4H Woodbridge Nord                                                              | L5H Mississauga (Ouest de Port Credit / Lorne Park / Est de Sheridan)               | L6H Oakville Nord                                             | L7H Non assigné          | L8H Hamilton (Ouest de Kentley / McQuesten / Parkview / Hamilton Beach / Est du Secteur industriel / Normanhurst / Homeside / Est de Crown Point)              | L9H Dundas |
| L0J Nord Municipalité régionale de Peel (Kleinburg)                                                  | L1J Oshawa Sud-ouest    | L2J Niagara Falls Nord | L3J Non assigné                         | L4J Thornhill Ouest                                                              | L5J Mississauga (Clarkson / Southdown)                                              | L6J Oakville Nord-est                                         | L7J Acton                | L8J Hamilton (Est d'Albion Falls / Sud de Stoney Creek) | L9J Non assigné |
| L0K Lac Simcoe Rive nord (Coldwater)                                                                 | L1K Oshawa Est          | L2K Non assigné | L3K Port Colborne                       | L4K Concord                                                                      | L5K Mississauga (Ouest de Sheridan)                                                 | L6K Oakville Est                                              | L7K Caledon              | L8K Hamilton (Est de Delta / Bartonville / Glenview / Rosedale / Lower King's Forest / Red Hill / Corman / Vincent / Sud de Gershome)                          | L9K Ancaster Est |
| L0L Lac Simcoe Rive ouest (Oro (en))                                                                 | L1L Oshawa Nord         | L2L Non assigné | L3L Non assigné                         | L4L Woodbridge Sud                                                               | L5L Mississauga (Erin Mills / Western Business Park)                                | L6L Oakville Sud                                              | L7L Burlington Nord-est  | L8L Hamilton (Ouest du Secteur industriel / Ouest de Crown Point / Nord de Stipley / Nord de Gibson / Landsdale / Keith / North End / Beasley)                 | L9L Port Perry |
| L0M Baie Georgienne Rive sud (Angus)                                                                 | L1M Whitby Nord         | L2M Saint Catharines (Est de North End / Port Weller / Facer)                                                                                          | L3M Grimsby                             | L4M Barrie Nord                                                                  | L5M Mississauga (Churchill Meadows / Centre de Erin Mills / Sud de Streetsville)    | L6M Oakville Ouest                                            | L7M Burlington Nord      | L8M Hamilton (Ouest de Delta / Blakeley / Sud de Stipley / Sud de Gibson / St. Clair)                                                                          | L9M Penetanguishene |
| L0N Comté de Dufferin (Shelburne)                                                                    | L1N Whitby Sud-est      | L2N Saint Catharines (Ouest de North End / Port Dalhousie / St. George's Point / Michigan Beach) / Lancaster / Nord de Martindale)                     | L3N Non assigné                         | L4N Barrie Sud                                                                   | L5N Mississauga (Lisgar / Meadowvale)                                               | L6N Non assigné                                               | L7N Burlington Est       | L8N Hamilton (Stinson / Corktown) | L9N Holland Landing |
| L0P Municipalité régionale d'Halton (Campbellville)                                                  | L1P Whitby Sud-ouest    | L2P Saint Catharines (Est de Queenston / Kernahan / Lock 3, Oakdale / Secord Woods / Est de Merritton)                                                 | L3P Markham Centre                      | L4P Keswick                                                                      | L5P Mississauga (YYZ)                                                               | L6P Brampton Nord                                             | L7P Burlington Ouest     | L8P Hamilton (Durand / Kirkendall / Chedoke Park) | L9P Uxbridge |
| L0R Est Comté d'Haldimand / Ouest de la Municipalité régionale de Niagara / Partie rurale d'Hamilton | L1R Whitby Centre       | L2R Saint Catharines (Centre-ville) / Ouest de Queenston / Fitzgerald / Orchard Park / Haig / Nord de Glenridge)                                       | L3R Markham Sud-ouest extérieur         | L4R Midland                                                                      | L5R Mississauga (Ouest de Hurontario / SO Gateway)                                  | L6R Brampton Nord-ouest                                       | L7R Burlington Sud-est   | L8R Hamilton (Centre / Strathcona / Sud de Dundurn) | L9R Alliston |
| L0S Est de la Municipalité régionale de Niagara (Niagara-on-the-Lake)                                | L1S Ajax Southwest      | L2S Saint Catharines (Sud-est de Martindale / Vansickle / Ouest de Power Glen / Western Hill)                                                          | L3S Markham Sud-est d'Armadale Milliken | L4S Richmond Hill Centre                                                         | L5S Mississauga (Cardiff / NE Gateway)                                              | L6S Brampton Centre-nord                                      | L7S Burlington Sud       | L8S Hamilton (Westdale / Cootes Paradise / Ainslie Wood / Université McMaster)                                                                                 | L9S Innisfil |
| L0T Non assigné                                                                                      | L1T Ajax Nord-ouest     | L2T Saint Catharines (Sud de Glenridge / Est de Power Glen / Riverview / Marsdale / Brockview / Barbican Heights / Burleigh Hill / Ouest de Merritton) | L3T Thornhill Est                       | L4T Mississauga (Malton)                                                         | L5T Mississauga (Courtney Park / Est de Gateway)                                    | L6T Brampton Est                                              | L7T Burlington Sud-ouest | L8T Hamilton (Sherwood / Huntington / Upper King's Forest / Lisgar / Berrisfield / Hampton Heights / Sunninghill)                                              | L9T Milton |
| L0V Non assigné                                                                                      | L1V Pickering Sud-ouest | L2V Saint Catharines (Thorold) | L3V Orillia                             | L4V Mississauga (Wildwood)                                                       | L5V Mississauga (East Credit)                                                       | L6V Brampton Centre                                           | L7V Non assigné          | L8V Hamilton (Raleigh / Macassa / Lawfield / Thorner / Burkholme / Eastmount)                                                                                  | L9V Orangeville Nord |
| L0W Non assigné                                                                                      | L1W Pickering Sud       | L2W Saint Catharines (Sud-ouest de Martindale) | L3W Non assigné                         | L4W Mississauga (Matheson / Est de Rathwood)                                     | L5W Mississauga (Meadowvale Village / Ouest de Gateway)                             | L6W Brampton Sud-est                                          | L7W Non assigné          | L8W Hamilton (Ouest d'Albion Falls / Hannon / Rymal / Trenholme / Quinndale / Templemead / Broughton / Eleanor / Randall / Rushdale / Butler / Est de Chappel) | L9W Orangeville Sud |
| L0X Non assigné                                                                                      | L1X Pickering Centre    | L2X Non assigné | L3X Newmarket Sud-ouest                 | L4X Mississauga (Est d'Applewood / Est de Dixie / NE Lakeview)                   | L5X Non assigné                                                                     | L6X Brampton Sud-ouest                                        | L7X Non assigné          | L8X Non assigné | L9X Non assigné |
| L0Y Non assigné                                                                                      | L1Y Pickering Nord      | L2Y Non assigné | L3Y Newmarket Nord-est                  | L4Y Mississauga (Ouest d'Applewood / Ouest de Dixie / NO Lakeview)               | L5Y Non assigné                                                                     | L6Y Brampton Sud                                              | L7Y Non assigné          | L8Y Non assigné | L9Y Collingwood |
| L0Z Non assigné                                                                                      | L1Z Ajax Est            | L2Z Non assigné | L3Z Bradford                            | L4Z Mississauga (Ouest de Rathwood / Est d'Hurontario / SE Gateway / Sandalwood) | L5Z Non assigné                                                                     | L6Z Brampton Centre-ouest                                     | L7Z Non assigné          | L8Z Non assigné | L9Z Wasaga Beach |

| Statistique Canada, recensement de 2001 1. L5N : 78 457 2. L4N : 73 239 3. L0R : 72 548 4. L4C : 67 377 5. L6Y : 57 602 | Statistique Canada, recensement de 2001 1. L4V : 10 2. L5S : 30 3. L5T : 60 4. L6G : 220 |

## Sources
- Géographie - Trouver de l’information par région ou aire géographique, sur Statistique Canada.
- Google Maps (ici un exemple de recherche avec la région de tri d'acheminement L1A)